# Verin Bazmaberd
Verin Bazmaberd (en arménien Վերին Բազմաբերդ ; anciennement Aghjaghala Ulia) est une communauté rurale du marz d'Aragatsotn, en Arménie. Elle compte 487 habitants en 2009.